# Kızılcabölük
Kızılcabölük ist eine Kleinstadt im Landkreis Tavas der türkischen Provinz Denizli. Kızılcabölük liegt etwa 48 km südwestlich der Provinzhauptstadt Denizli und 4 km nordwestlich von Tavas. Kızılcabölük hatte laut der letzten Volkszählung 4.178 Einwohner (Stand Ende Dezember 2010).

## Geographie
An Kızılcabölük grenzen die Ortschaften Pınarlık im Nordosten, Tavas im Südosten, Karahisar im Westen, Vakıf im Nordwesten sowie Çiftlikköy im Südwesten.

### Stadtgliederung
Das Verwaltungsgebiet von Kızılcabölük gliedert sich in drei Stadtteile, Demirci Mahallesi, Kavak Mahallesi und Yukarı Mahallesi, die jeweils von einem Muhtar verwaltet werden.

## Wirtschaft und Infrastruktur
Die wichtigsten Einnahmequellen sind traditionell die Textilverarbeitung, der Ackerbau und die Tierhaltung. Seit den 1980er Jahren haben sich kleine Handwerksbetriebe angesiedelt, die etwa 2250 Personen beschäftigen. Seitdem hat sich Kızılcabölük zu einer kleinen Industriestadt entwickelt.